# Handlarz czterech pór roku
Handlarz czterech pór roku (niem. Händler der vier Jahreszeiten) – niemiecki film fabularny z 1972 roku w reżyserii Rainera Wernera Fassbindera.

## Fabuła
Historia byłego żołnierza Legii Cudzoziemskiej, który nie potrafi odnaleźć swojego miejsca w życiu.

## Obsada
- Hans Hirschmüller jako Hans Epp
- Irm Hermann jako Irmgard Epp
- Hanna Schygulla jako Anna
- Rainer Werner Fassbinder jako Zucker
- Daniel Schmid jako pierwszy kandydat
- Harry Baer jako drugi kandydat
- Karl Scheydt jako Anzell
- Gusti Kreissl jako matka
- Peter Chatel jako Dr Harlach
- Kurt Raab jako Kurt